# Villeneuve-aux-Riches-Hommes
Pour les articles homonymes, voir Villeneuve.
Villeneuve-aux-Riches-Hommes est une ancienne commune du département de l'Aube, qui fusionna, en même temps que la commune de Charmesseaux, en 1832,  dans la commune de Trancault.
La paroisse a été érigée, sur un territoire minuscule, au détriment de la paroisse de Trancault, par l'évêque de Troyes, vers 1202. On peut augurer qu'il s'agit d'un geste de complaisance de l'évêque Garnier Gastebled au profit de la branche aînée de la famille de Traînel. 
En effet, l'ouverture d'un grand chemin direct entre Troyes et Provins, les deux principales villes de foires de Champagne, passant par Nogent-sur-Seine depuis les années 1185, ruinait l'ancien grand chemin passant depuis la fin du XIe siècle par La Motte-Tilly (gué sur la Seine), Traînel, Villechat (auj. Grange-le-Bocage), Courgenay et Mauny (Bagneaux). Les aîné du très puissant lignage de Traînel imaginèrent que la création d'un chemin entre Nogent-sur-Seine et Villeneuve-l'Archevêque prendrait le relais de l'axe ancien très vite abandonné. La fondation d'une ville neuve, à l'exact mi-chemin, se révèlera un échec : à temps nouveaux, politique nouvelle. 
La paroisse n'a guère attiré de colons. Elle comprenait essentiellement le château, et sa basse-cour. 
Le lieu a momentanément été dit Villeneuve-aux-Riches-Hommes et aux Riches-Femmes (XIIIe siècle). 
La famille Raguier a utilisé ce château comme base opérationnelle protestante durant les guerres civiles dites de Religion. De ce fait, il a été visé par une contre-offensive d'une troupe de catholiques partie de Sens. 
La seigneurie a été acquise par l'évêque de Châlons-en-Champagne. Estimant son exploitation compliquée, l'évêque a cédé la seigneurie à un robin parisien juste avant la révolution. 